# Bayan Qagan
Bayan Qagan (kinesiska: 巴彦查干, 巴彦查干苏木) är en socken i Kina. Den ligger i den autonoma regionen Inre Mongoliet, i den norra delen av landet, omkring 570 kilometer nordost om regionhuvudstaden Hohhot. Antalet invånare är 8972. Befolkningen består av 3 576 kvinnor och 5 396 män. Barn under 15 år utgör 12,0 %, vuxna 15-64 år 84 %, och äldre över 65 år 3,0 %.
Genomsnittlig årsnederbörd är 511 millimeter. Den regnigaste månaden är juni, med i genomsnitt 137 mm nederbörd, och den torraste är februari, med 3 mm nederbörd.